# متحف سالم يحيى الشهري
متحف سالم يحيى الشهري أحد متاحف منطقة عسير في النماص، أسسه سالم يحي الخثيمي الشهري، يقع المتحف في قرية العقيقة بآل خثيم التابعة لمحافظة النماص بمنطقة عسير، وهو عبارة عن مبنى يضم 5 غرف مختلفة المساحات ويحوي المتحف حوالي 2000 قطعة تراثية وقد تم عرض محتويات المتحف إما بالتعليق على الجدران أو من خلال بعض الفاترينات.
وتتكون القطع التراثية الموجودة بداخل ذلك المتحف من أدوات وأواني الطهي والطعام وكذلك أواني الري، كذلك تشمل أدوات القهوة والمباخر والرحي لطحن وجرش الحبوب كما تشمل أيضا أدوات الزراعة والحراثة وأدوات النجارة وتشمل أيضا بعض الملابس الرجالية والنسائية وبعض الحلي وأدوات التجميل الخاصة بالنساء كما يشمل أواني وأدوات الكيل القديمة وكذلك بعض العملات القديمة.